# Филлипс, Марк
Марк Энтони Питер Филлипс (англ. Mark Anthony Peter Phillips; род. 22 сентября 1948[…], Тетбери, Глостершир) — британский спортсмен-конник, олимпийский чемпион 1972 года и серебряный призёр 1988 года по троеборью. Первый муж принцессы Анны.

## Биография

### Семья
Марк Энтони Питер Филлипс родился в семье майора Питера Уильяма Гарсайд Филлипса (скончался в сентябре 1998 года) и Энн Патриции Филлипс (урождённая Tiarks) (умерла в июле 1988 года).

### Образование
Марк Филлипс получил образование в подготовительной школе Стаутс Хилл и Марлборо колледже, откуда он поступил в Королевскую военную академию Сандхёрст.

### Служба в армии
После окончания академии Филлипс был назначен в чине второго лейтенанта в 1-й Её Величества драгунский гвардейский полк в июле 1969 года. После ожидаемого срока он был повышен до лейтенанта в январе 1971 года. К началу 1974 года Филлипс стал капитаном и был назначен личным адъютантом к королеве Елизавете. Филлипс ушёл из армии 30 марта 1978 года.
После ухода из армии, Филлипс продолжает именовать себя капитаном Марком Филлипсом. Армейские офицеры только в звании майора и выше могут использовать свои звания в отставке. Тем не менее, отставные младшие офицеры кавалерии, чья гражданская работа связана с конным спортом, также могут продолжать использовать свои звания.

## Конный спорт
В 1972 году он был членом британской команды по троеборью, которая выиграла золотую медаль на мюнхенской Олимпиаде. На сеульской Олимпиаде получил серебряную медаль. Филлипс выиграл Бадминтонские состязания в 1971, 1972, 1974 и 1981 годах.
В настоящее время он регулярно ведет рубрику в журнале «Horse & Hound». Кроме того, он остается ведущей фигурой в британском конном мире. В 2003—2005 годах работал в качестве главного тренера команды Соединённых Штатов по троеборью.

## Личная жизнь

### Первый брак
Именно благодаря своей деятельности, Марк Филлипс познакомился с принцессой Анной, единственной дочерью королевы Елизаветы II и герцога Эдинбургского. В 1971 году она выступала на Бадминтонских состязаниях, ежегодно устраиваемых герцогом Бофор в своём поместье, и заняла пятое место, Филлипс выиграл эти игры. Вскоре появились слухи об отношениях между принцессой и Филлипсом, которые королевская семья отрицала. Но уже 30 мая 1973 года было объявлено о помолвке. Отношение к нему королевской семьи было неоднозначным. Принц Чарльз заявил: «Анна не могла выйти замуж за своего коня и потому выбрала Марка». В письме к другу он написал, что «испытал шок и изумление при мысли о таком нелепом мезальянсе». Чарльз называл своего зятя «Туман», потому что он такой же «мутный и непроходимый». Елизавета также заявила о замужестве дочери: «Меня не удивит, если их дети родятся с четырьмя копытами» Но королева-мать считала, что «они так подходят друг другу, словно эту пару подбирал компьютер».
Венчание Марка Филлипса и принцессы Анны состоялось 14 ноября 1973 года (в день рождения принца Чарльза) в Вестминстерском аббатстве. Марка назначили инструктором в королевскую военную академию в Сандхёрст, потом перевели на службу в министерство обороны. Королева Елизавета подарила молодожёнам Гэткомб-парк (поместье в графстве Глостершир). Но от предложенного титула Филлипс отказался.
20 марта 1974 года принцесса Анна и Марк Филлипс, которые ехали в королевском лимузине, подверглись нападению человека с нарушенной психикой. При этом были ранены телохранитель, шофёр, полицейский и журналист.
В браке родилось двое детей:
- Питер Марк Эндрю Филлипс (*1977)
- Зара Анна Елизавета Филлипс (* 1981)

28 апреля 1992 года Марк Филлипс и принцесса Анна развелись.

### Внебрачный роман
Учительница рисования из Новой Зеландии Хизер Тонкин возбудила дело о признании Марка Филлипса отцом её 6-летней дочери Фелисити, появившейся на свет в результате ночи, проведённой в оклендском отеле в 1984 году.
Отцовство Филлипса было подтверждено в результате анализа ДНК в процессе об установлении отцовства в 1991 году.

### Второй брак
1 февраля 1997 года Марк Филлипс женился на Сэнди Пфлюгер (род. 1954), американской наезднице, участнице Олимпийских игр 1984 года. У пары есть дочь Стефани, родившаяся 2 октября 1997 года. 3 мая 2012 года было подтверждено, что капитан Филлипс и Сэнди Пфлюгер разошлись и намереваются развестись.

### Роман
Филлипс в настоящее время встречается с американской наездницей Лорен Хоуг (род. 11 апреля 1977), дочерью олимпийского призёра Чарльза «Champ» Хоуга, который выиграл бронзовую медаль в командных соревнованиях на играх в Хельсинки в 1952 году. Сама Хоуг была в составе сборной США на Олимпиаде в Сиднее в 2000 году, а также выигрывала золотую медаль на Панамериканских играх в 2003 и 2015 году.

## Чины и звания
- Командор Королевского Викторианского ордена.